# Myrsine trinitatis
Myrsine trinitatis A.DC. – gatunek roślin z rodziny pierwiosnkowatych (Primulaceae). Występuje naturalnie na Małych Antylach, mieczy innymi na Gwadelupie, Martynice, Grenadzie oraz Trynidadzie i Tobago. 

## Morfologia
PokrójZimozielone drzewo lub krzew. Dorasta do 4–8 m wysokości.
LiścieBlaszka liściowa jest skórzasta i ma podługowaty lub lancetowaty kształt. Mierzy 6–10 cm długości oraz 1,2–4 cm szerokości, jest całobrzega, ma zbiegającą po ogonku nasadę i ostry wierzchołek. Ogonek liściowy jest nagi i ma 4–12 mm długości.
KwiatyZebrane w pęczkach wyrastających z kątów pędów.
OwocePestkowce mierzące 4-5 mm średnicy, o kulistym kształcie i czarnej lub czerwonej barwie.

## Biologia i ekologia
Rośnie w lasach i zaroślach. Występuje na wysokości od 500 do 1200 m n.p.m.